# Distinguished Eagle Scout Award
La Distinguished Eagle Scout Award (DESA) est une distinction de service des Boy Scouts of America (BSA). Il est décerné à un Eagle Scout pour des services distingués dans sa profession et dans sa communauté pendant une période d'au moins 25 ans après avoir atteint le niveau d'Eagle Scout. Parmi les autres conditions requises, citons des réalisations importantes dans la carrière et un solide dossier d'engagement bénévole continu au sein de la communauté. Il s'agit de l'une des deux seules récompenses BSA accordées aux adultes qui dépendent de l'obtention du titre d'Eagle Scout dans leur jeunesse ; l'autre est la récompense NESA Outstanding Eagle Scout Award (en) (NOESA). Les lauréats du DESA sont connus sous le nom de Distinguished Eagle Scouts. Décernée pour la première fois en 1969, 